# Moroagrion
Moroagrion is een geslacht van libellen (Odonata) uit de familie van de waterjuffers (Coenagrionidae).

## Soorten
Moroagrion omvat 1 soort:
- Moroagrion danielli Needham & Gyger, 1939